# Gymnocalycium chacoense
Gymnocalycium chacoense ist eine Pflanzenart in der Gattung Gymnocalycium aus der Familie der Kakteengewächse (Cactaceae). Das Artepitheton chacoense verweist auf das Vorkommen der Art in der Chaco-Region.

## Beschreibung
Gymnocalycium chacoense wächst mit hell frischgrünen, breit kugelförmigen Trieben die Durchmesser von 5,5 bis 8 Zentimetern erreichen. Im Alter sprossen die Pflanzen und bilden bis zu 25-köpfige Gruppen. Die acht bis zwölf gerundeten bis gekanteten Rippen sind kaum gehöckert. Die dünnen, borstigen bis steifen, mehr oder weniger abstehenden, geraden bis schwach gebogenen, anfangs hellgelben, dunkler gespitzten Dornen vergrauen später. Es sind drei Mitteldornen vorhanden, die 1,5 bis 2,1 Zentimetern lang sind. Die sieben bis neun Randdornen sind 0,8 bis 1,9 Zentimeter lang.
Die schlank trichterförmigen, weißen bis zart hellrosafarbenen Blüten, die sich manchmal zwischen den Dornen kaum öffnen, sind 3,5 bis 4,5 Zentimeter (selten ab 2,5 Zentimeter) lang und weisen einen Durchmesser von 2 bis 3,2 Zentimeter auf. Die grünen Früchte sind länglich. Sie sind 0,6 bis 0,8 Zentimeter lang und erreichen einen Durchmesser von 0,4 bis 0,5 Zentimeter.

## Verbreitung und Systematik
Gymnocalycium chacoense ist im bolivianischen Departamento Santa Cruz auf dem Inselberg Cerro San Miguel verbreitet. 
Die Erstbeschreibung erfolgte 1999 durch Helmut Amerhauser.

## Nachweise